# Гвалина (Павија)
Гвалина је насеље у Италији у округу Павија, региону Ломбардија.
Према процени из 2011. у насељу је живело 99 становника. Насеље се налази на надморској висини од 106 м.